# La Carrera Panamericana 2012
La Carrera Panamericana 2012 fue la 25a. edición de la época moderna de La Carrera Panamericana. Inició el 19 de octubre en la ciudad de Veracruz y terminó el 25 de octubre en la ciudad de Zacatecas. Tuvo un trayecto total de 3100 kilómetros. El ganador fue el mexicano Gabriel Pérez, después de haber ganado cuatro de las siete etapas de la prueba. Las restantes etapas fueron ganadas por su compatriota Emilio Velázquez y por el estadounidense Douglas Mockett, quienes finalizaron la prueba en el segundo y tercer lugar generales, respectivamente. Con el resultado Pérez obtuvo el bicampeonato de la Carrera, después de haber obtenido su primer triunfo en 2006.

## Calendario
| Fecha         | Inicio          | Final           |
| ------------- | --------------- | --------------- |
| 19 de octubre | Veracruz        | Oaxaca          |
| 20 de octubre | Oaxaca          | Puebla          |
| 21 de octubre | Puebla          | Querétaro       |
| 22 de octubre | Querétaro       | Morelia         |
| 23 de octubre | Morelia         | Guanajuato      |
| 24 de octubre | Guanajuato      | San Luis Potosí |
| 25 de octubre | San Luis Potosí | Zacatecas       |
| Fuentes       |                 |                 |

## Desarrollo
La Carrera inició en el puerto de Veracruz por primera vez en su historia. La primera jornada estuvo marcada por el fallecimiento del navegante mexicano Francisco Dávalos, por causa de una volcadura en el tramo llamado Puerto del Aire. Dávalos participaba con su hermano en un Studebaker con el número 130. El ganador de la jornada fue el mexicano Gabriel Pérez, quien tuvo un duelo muy cerrado con su compatriota Emilio Velázquez.
La segunda jornada vivió nuevamente un duelo entre Pérez y Velázquez que ganó nuevamente el primero, a pesar de que el segundo había ganado cuatro de las siete etapas disputadas. Con el triunfo del día, Pérez se colocó casi un minuto por delante de Velázquez en el liderato de la prueba.
La tercera jornada volvió a destacar por los accidentes que tuvieron lugar en el primer tramo de velocidad del día, San Joaquín, cuando cinco automóviles cayeron a un mismo barranco durante el transcurso de la prueba, lo que provocó que se cancelara el segundo tramo de velocidad del día. El duelo entre Pérez y Velázquez continuó en este día, volviendo a ganar el primero.
La cuarta jornada tuvo nuevamente a Gabriel Pérez y Emilio Velázquez como protagonistas, quienes volvieron a disputar un duelo muy cerrado que terminó en manos de Pérez una vez más. En esta jornada solo hubo accidentes menores, en contraste con los de la jornada anterior.
En la quinta jornada de competencia Gabriel Pérez obtuvo la victoria por cuarta ocasión, mientras Emilio Velázquez ocupó la tercera posición, ya que fue superado por la dupla de Douglas Mockett y Angélica Fuentes por un segundo de diferencia. Con el resultado, Pérez se colocó a más de un minuto de ventaja sobre Velázquez en la clasificación general.
En la sexta jornada se vivió un duelo entre Gabriel Pérez y Douglas Mockett que ganó este último, rompiendo así la racha ganadora del primero. A pesar de ello, Pérez consiguió incrementar su ventaja sobre Emilio Velázquez para colocarse más cerca del bicampeonato.
La séptima y última etapa tuvo nuevamente a Douglas Mocket como vencedor; sin embargo, el primer lugar general fue para Gabriel Pérez, quien así obtuvo el bicampeonato, después de haber ganado la edición 2006 de La Carrera. Mockett terminó en tercer lugar general, mientras Emilio Velázquez ocupó el segundo.

## Itinerario
| Día                 | Etapa | Nombre                | Distancia       | Ganador          | Tiempo          | Vel. media      | Ganador del día  | Notas  |
| ------------------- | ----- | --------------------- | --------------- | ---------------- | --------------- | --------------- | ---------------- | ------ |
| Día 1 19 de octubre | 1     | Acutzingo             | 6.150 km        | Gabriel Pérez    | 04:09.7         | 88.560 kp/h     | Gabriel Pérez    | [ 15 ] |
| Día 1 19 de octubre | 2     | Puerto del aire       | 7.390 km        | Gabriel Pérez    | 02:37.9         | 168.380 kp/h    | Gabriel Pérez    | [ 16 ] |
| Día 1 19 de octubre | 3     | El zorrillo           | 9.730 km        | Gabriel Pérez    | 04:28.4         | 130.701 kp/h    | Gabriel Pérez    | [ 17 ] |
| Día 1 19 de octubre | 4     | Acatepec              | 8.060 km        | Emilio Velázquez | 04:14.3         | 114.236 kp/h    | Gabriel Pérez    | [ 18 ] |
| Día 1 19 de octubre | 5     | Chazumba              | ?               | ?                | ?               | ?               | Gabriel Pérez    |        |
| Día 1 19 de octubre | 6     | Miltepec              | 47.170 km       | Gabriel Pérez    | 09:37.4         | 294.302 kp/h    | Gabriel Pérez    | [ 19 ] |
| Día 1 19 de octubre | 7     | Tamazulapan           | 21.870 km       | Gabriel Pérez    | 11:26.7         | 114.603 kp/h    | Gabriel Pérez    | [ 20 ] |
| Día 1 19 de octubre | 8     | Yanhuitlán            | 11.050 km       | Gabriel Pérez    | 04:41.6         | 141.064 kp/h    | Gabriel Pérez    | [ 21 ] |
| Fuentes             |       |                       |                 |                  |                 |                 |                  |        |
| Día 2 20 de octubre | 1     | Huitzo                | 21.720 km       | Emilio Velázquez | 11:31.6         | 112.994 kp/h    | Emilio Velázquez | [ 22 ] |
| Día 2 20 de octubre | 2     | La Herradura          | ?               | Emilio Velázquez | 04:54.8         | 118.161 kp/h    | Emilio Velázquez | [ 23 ] |
| Día 2 20 de octubre | 3     | Yanhuitlán            | 11.750 km       | Douglas Mockett  | 05:27.0         | 129.358 kp/h    | Emilio Velázquez | [ 24 ] |
| Día 2 20 de octubre | 4     | Tamazulapan           | 21.600 km       | Emilio Velázquez | 11:15.0         | 115.200 kp/h    | Emilio Velázquez | [ 25 ] |
| Día 2 20 de octubre | 5     | Miltepec              | 29.780 km       | Emilio Velázquez | 10:06.7         | 123.242 kp/h    | Emilio Velázquez | [ 26 ] |
| Día 2 20 de octubre | 6     | Acatepec              | 10.300 km       | Gabriel Pérez    | 04:52.7         | 126.553 kp/h    | Emilio Velázquez | [ 27 ] |
| Día 2 20 de octubre | 7     | El Zorrillo           | 10.300 km       | Gabriel Pérez    | 04:34.6         | 134.836 kp/h    | Emilio Velázquez | [ 28 ] |
| Fuentes             |       |                       |                 |                  |                 |                 |                  |        |
| Día 3 21 de octubre | 1     | San Joaquín           | 21.720 km       | Emilio Velázquez | 11:31.6         | 112.994 kp/h    | Gabriel Pérez    | [ 30 ] |
| Día 3 21 de octubre | 2     | San Joaquín 2         | Etapa cancelada | Etapa cancelada  | Etapa cancelada | Etapa cancelada | Gabriel Pérez    |        |
| Día 3 21 de octubre | 3     | La Culata             | 11.750 km       | Douglas Mockett  | 05:27.0         | 129.358 kp/h    | Gabriel Pérez    | [ 31 ] |
| Día 3 21 de octubre | 4     | Higuerillas           | 21.600 km       | Emilio Velázquez | 11:15.0         | 115.200 kp/h    | Gabriel Pérez    | [ 32 ] |
| Día 3 21 de octubre | 5     | Tolimán               | 29.780 km       | Emilio Velázquez | 10:06.7         | 123.242 kp/h    | Gabriel Pérez    | [ 33 ] |
| Fuentes             |       |                       |                 |                  |                 |                 |                  |        |
| Día 4 22 de octubre | 1     | Barajas               | 6.340 km        | Douglas Mockett  | 02:26.5         | 156.329 kp/h    | Gabriel Pérez    | [ 34 ] |
| Día 4 22 de octubre | 2     | Minillas              | 5.940 km        | Emilio Velázquez | 02:38.2         | 135.242 kp/h    | Gabriel Pérez    | [ 35 ] |
| Día 4 22 de octubre | 3     | Huajumbaro            | 9.690 km        | Gabriel Pérez    | 04:53.6         | 129.358 kp/h    | Gabriel Pérez    | [ 36 ] |
| Día 4 22 de octubre | 4     | Mirador Mil Cumbres   | 19.060 km       | Emilio Velázquez | 11:10.1         | 102.412 kp/h    | Gabriel Pérez    | [ 37 ] |
| Día 4 22 de octubre | 5     | San José de la Cumbre | 15.990 km       | Gabriel Pérez    | 09:28.2         | 101.345 kp/h    | Gabriel Pérez    | [ 38 ] |
| Fuentes             |       |                       |                 |                  |                 |                 |                  |        |
| Día 5 23 de octubre | 1     | La Cascada            | 16.600 km       | Gabriel Pérez    | 09:58.4         | 99.933 kp/h     | Gabriel Pérez    | [ 40 ] |
| Día 5 23 de octubre | 2     | Mil cumbres           | 18.660 km       | Gabriel Pérez    | 10:58.1         | 102.091 kp/h    | Gabriel Pérez    | [ 41 ] |
| Día 5 23 de octubre | 3     | Huajumbaro            | 9.490 km        | Emilio Velázquez | 04:46.2         | 119.455 kp/h    | Gabriel Pérez    | [ 42 ] |
| Día 5 23 de octubre | 4     | La Yerbabuena         | 9.950 km        | Gabriel Pérez    | 04:19.2         | 138.301 kp/h    | Gabriel Pérez    | [ 43 ] |
| Día 5 23 de octubre | 5     | Los Quiotes           | 15.530 km       | Douglas Mockett  | 06:46.5         | 137.366 kp/h    | Gabriel Pérez    | [ 44 ] |
| Día 5 23 de octubre | 6     | Santa Rosa            | 12.560 km       | Gabriel Pérez    | 04:20.9         | 115.862 kp/h    | Gabriel Pérez    | [ 45 ] |
| Día 5 23 de octubre | 7     | Guanajuato            | 6.350 km        | Gabriel Pérez    | 03:12.2         | 116.633 kp/h    | Gabriel Pérez    | [ 46 ] |
| Fuentes             |       |                       |                 |                  |                 |                 |                  |        |
| Día 6 24 de octubre | 1     | Guanajuato            | 6.250 km        | Emilio Velázquez | 03:13.7         | 115.979 kp/h    | Douglas Mockett  | [ 49 ] |
| Día 6 24 de octubre | 2     | Santa Rosa            | 9.310 km        | Douglas Mockett  | 04:50.1         | 115.172 kp/h    | Douglas Mockett  | [ 50 ] |
| Día 6 24 de octubre | 3     | Los Quiotes           | 14.410 km       | Douglas Mockett  | 06:22.5         | 135.446 kp/h    | Douglas Mockett  | [ 51 ] |
| Día 6 24 de octubre | 4     | Sierra de Lobos 1     | 13.660 km       | Douglas Mockett  | 07:30.3         | 109.280 kp/h    | Douglas Mockett  | [ 52 ] |
| Día 6 24 de octubre | 5     | Sierra de Lobos 2     | 16.870 km       | Douglas Mockett  | 06:57.1         | 113.095 kp/h    | Douglas Mockett  | [ 53 ] |
| Día 6 24 de octubre | 6     | Vergel de la Sierra   | 13.100 km       | Hilaire Damiron  | 05:33.4         | 141.622 kp/h    | Douglas Mockett  | [ 54 ] |
| Fuentes             |       |                       |                 |                  |                 |                 |                  |        |
| Día 7 25 de octubre | 1     | Pozuelos              | 8.360 km        | Emilio Velázquez | 03:53.8         | 128.615 kp/h    | Douglas Mockett  | [ 56 ] |
| Día 7 25 de octubre | 2     | La Congoja 1          | 11.170 km       | Douglas Mockett  | 05:48.5         | 115.552 kp/h    | Douglas Mockett  | [ 57 ] |
| Día 7 25 de octubre | 3     | La Congoja 2          | 11.380 km       | Hilaire Damiron  | 04:57.3         | 137.939 kp/h    | Douglas Mockett  | [ 58 ] |
| Día 7 25 de octubre | 4     | Piedra Gorda          | 13.660 km       | Douglas Mockett  | 02:17.0         | 358.949 kp/h    | Douglas Mockett  | [ 59 ] |
| Día 7 25 de octubre | 5     | La Bufa 1             | 16.200 km       | Hilaire Damiron  | 07:02.9         | 137.872 kp/h    | Douglas Mockett  | [ 60 ] |
| Día 7 25 de octubre | 6     | La Bufa 2             | 15.630 km       | Douglas Mockett  | 06:37.5         | 141.377 kp/h    | Douglas Mockett  | [ 61 ] |
| Fuentes             |       |                       |                 |                  |                 |                 |                  |        |

## Clasificación final

### General
| 1.      | Gabriel Pérez     | Ignacio Rodríguez   | Studebaker | Turismo mayor     | 04:34:18.0 |
| 2.      | Emilio Velázquez  | Elizabeth Tejada    | Studebaker | Turismo mayor     | 04:36:28.3 |
| 3.      | Douglas Mockett   | Angélica Fuentes    | Oldsmobile | Turismo mayor     | 04:38:19.9 |
| 4.      | Hilaire Damiron   | Horacio Chousal Jr. | Buick      | Turismo mayor     | 04:44:13.1 |
| 5.      | Stewart Robertson | Linda Robertson     | Studebaker | Turismo mayor     | 04:51:12.3 |
| 6.      | Thierry de Latre  | Eric Werner         | Mustang    | Históricos C      | 04:52:27.1 |
| 7.      | Raphael Van der S | Thirionet Yves      | Studebaker | Turismo mayor     | 04:52:53.2 |
| 8.      | Taz Harvey        | Rudy Vajdak         | Datsun     | Históricos A Plus | 04:55:50.8 |
| 9.      | Peter Scheufen    | Stefan Rehkopf      | Mustang    | Históricos C      | 04:57:04.6 |
| 10.     | Jochen Mass       | Manuel Pabst        | Mustang    | Históricos C      | 05:02:06.1 |
| Fuentes |                   |                     |            |                   |            |

### Ganadores por categoría
| Turismo mayor         | Gabriel Pérez       | Ignacio Rodríguez   | Studebaker  | 122 | 04:34:18.0 |
| Turismo de producción | Albrecht Haase      | Christine Haase     | Jaguar      | 63  | 05:23.09.8 |
| Histórica A           | Benjamín de la Peña | Antonio Cícero      | MINI Cooper | 255 | 05:45.34.0 |
| Histórica A Plus      | Taz Harvey          | Rudy Vajdak         | Datsun      | 281 | 04:55:50.8 |
| Histórica B           | Miguel Granados     | Ricardo Puerto      | Porsche     | 328 | 05:08.01.0 |
| Histórica C           | Thierry de Latre    | Eric Werner         | Mustang     | 372 | 04:52:27.1 |
| Original Panam        | Carson Scheller     | Lauren Scheller     | Victoria    | 433 | 05:35.00.8 |
| Sport mayor           | Gerard Branstetter  | Erich Oeleschlaegel | Mercedes    | 210 | 05:27.28.9 |
| Sport menor           | José Gutiérrez      | Salvador Cotiño     | Porsche     | 151 | 05:20.20.2 |
| Fuentes               |                     |                     |             |     |            |